# Thomas Ignatius Macwan
Thomas Ignatius Macwan (ur. 14 października 1952 w Bhavnagar) – indyjski duchowny rzymskokatolicki, od 2015 arcybiskup Gandhinagar.

## Życiorys
Święcenia kapłańskie przyjął 9 kwietnia 1988 i został inkardynowany do diecezji Ahmedabad. Pełnił w niej głównie funkcje duszpasterskie, był także wikariuszem biskupim dla rejonu Anand-Kheda.
11 listopada 2003 został mianowany biskupem Ahmedabadu, zaś dwa miesiące później przyjął sakrę biskupią z rąk arcybiskupa Gandhinagar, Stanislausa Fernandesa. 12 czerwca 2015 został prekonizowany następcą abp. Fernandesa na stolicy w Gandhinagar, zaś urząd ordynariusza objął trzy miesiące później.